# Pseudanaesthetis atripes
Pseudanaesthetis atripes är en skalbaggsart som beskrevs av Maurice Pic 1926. Pseudanaesthetis atripes ingår i släktet Pseudanaesthetis och familjen långhorningar. Inga underarter finns listade i Catalogue of Life.